# امبلوی
امبلوی (به فرانسوی: Ambloy) یک کمون در فرانسه است که در Canton of Saint-Amand-Longpré واقع شده‌است.

## خصوصیات
امبلوی ۱۳٫۱۶ کیلومترمربع مساحت و ۱۸۴ نفر جمعیت دارد و ۱۲۵ متر بالاتر از سطح دریا واقع شده‌است.